# مراصد الاطلاع
مراصد الاطلاع علی اسماء الامکنة و البقاع دانشنامه‌ای جغرافیایی است سه جلدی به زبان عربی اثر صفی‌الدین بغدادی (متوفای ۷۳۹ هجری قمری). این اثر در واقع گزیده‌ای است از معجم البلدان یاقوت حموی که ابن عبد الحق در آن تلاش داشته‌است تا اشتباهات یاقوت در معجم البلدان را اصلاح کند و همهٔ مطالب غیرجغرافیایی که در آن اثر آمده را حذف کند.
مراصد الاطلاع نخستین‌بار در۱۸۵۰ میلادی در لیدن چاپ شد.